# クラビ級哨戒艦
クラビ級哨戒艦（英語: Krabi Class offshore patrol vessel）は、タイ王国海軍（RTN）の哨戒艦（OPV）の艦級。対艦ミサイルを装備した2番艦については、コルベットに類別されることもある。
BAEシステムズが設計と技術移転を行い、タイ王国の王立マヒドン造船所によって2隻が建造された。技術移転契約はそれぞれ2009年と2016年に締結され、2013年と2019年に就役している。2023年時点で2隻が運用中であり、さらに2隻の建造が予定されている。

## 設計
イギリス海軍が運用しているリバー型哨戒艦バッチ1の設計を拡大発展させたもので、BAEシステムズでは「90m外洋哨戒艦」と称している。この設計はイギリス海軍でもリバー型バッチ2として採用されて2018年から就役しているほか、ブラジル海軍でも採用されている。
満載排水量は2,540t、全長は90.5ｍ、最大幅は13.5m、喫水は3.5mである。機関にはMAN 16RK280 ディーゼルエンジン2基を搭載し、2軸で推進する。出力はそれぞれ約9,700hpで、速力は最大で25ノット（23ノットとする資料もある）である。航続距離は15ノット時で3,500海里、12ノット時で7,800海里とされている。

## 装備
砲熕兵器には、主砲として艦首にオート・メラーラ社（現・レオナルド社）のスーパーラピット62口径76mm両用砲を1基と、両舷にMSIディフェンス・システムズ社の30mm機関砲塔を各1基ずつ搭載している。2番艦には艦対艦ミサイルとしてアメリカ製のハープーン ブロックIIがあり、艦中央部に連装発射筒2基が設置されている。その他に、M2重機関銃が2基搭載されている。
電子装備は主にタレス製で、戦闘情報システムとしてはTACTICOSを搭載し、連接されたバリアント対空/対水上捜索レーダーや航海レーダー、Lirod Mk2射撃指揮装置をはじめ、通信システムやIFFなども同社のものが採用されている。対潜兵装やソナーは装備していない。格納庫や固有の搭載機はないが、20mサイズのヘリコプター甲板があり、スーパーリンクスなどのヘリコプターの運用に対応している。

## 同型艦
| 番号 | 艦名                                       | 建造所             | 起工          | 進水           | 就役           | 状況 |
| ---- | ------------------------------------------ | ------------------ | ------------- | -------------- | -------------- | ---- |
| 551  | クラビ Krabi                               | 王立マヒドン造船所 | 2010年 9月3日 | 2011年 12月3日 | 2013年 8月26日 | 現役 |
| 552  | プラチュアップキリカン Prachuap Khiri Khan | 王立マヒドン造船所 |               | 2019年 8月     | 2019年 9月27日 | 現役 |